# Bartek Królik
Bartosz Piotr Królik (ur. 19 marca 1979 w Gdańsku) – polski muzyk, piosenkarz, kompozytor, producent muzyczny, aranżer, basista i wiolonczelista.

## Życiorys
Wychował się w Mrągowie. Jest absolwentem Państwowej Szkoły Muzycznej II stopnia w Olsztynie w klasie wiolonczeli. Uczył się w klasie kontrabasu w Policealnym Studium Jazzu przy Zespole Państwowych Szkół Muzycznych im. Fryderyka Chopina w Warszawie. Przez rok studiował na Wydziale Jazzu i Muzyki Rozrywkowej Akademii Muzycznej w Katowicach, jednak przerwał naukę po doznaniu udaru.
W 2001 założył grupę Sistars, w której grał do 2012. Jako członek zespołu zdobył w 2004 Fryderyka za produkcję muzyczną, jest także laureatem Fryderyka za współtworzenie albumu Sistars. W 2004 i 2005, również jako członek zespołu, uzyskał Europejską Nagrodę Muzyczną MTV dla najlepszego polskiego wykonawcy.
Współtworzył zespół Spoken Love i duet producencki Plan B (z Markiem Piotrowskim). Od 2007 gra w formacji Łąki Łan, a od 2008 do 2021 występował w zespole Agnieszki Chylińskiej. Współpracował także z wykonawcami, takimi jak Bracia, Natalia Kukulska, Edyta Górniak, Blenders, Wojtek Pilichowski, Grzech Piotrowski, Tede, Numer Raz, O.S.T.R., Poluzjanci, Sokół czy Pono.
W 2023 został dyrektorem muzycznym supergrupy Męskie Granie Orkiestra 2023.
Żonaty, ma dwie córki: Kalinę (ur. 2014) i Jagodę (ur. 2017), która ma zespół Downa. W 2017 przeszedł operację wycięcia guza na przysadce mózgowej. Mieszka w Łomiankach.

## Dyskografia

### Albumy studyjne

#### Solowe
- Pan od muzyki (2020)[21]
- 14 (2023)[21]

#### Gościnny udział
- Tede – 3h hajs, hajs, hajs (2003)[11]
- Numer Raz – Muzyka, bloki, skręty (2004)[12]
- Natalia Kukulska – Sexi Flexi (2007)[13]
- Sokół Feat. Pono – Ty przecież wiesz co (2008)[14]
- Agnieszka Chylińska – Modern Rocking (2009)[15]
- Endefis – Taki będę (2012)[16]
- Agnieszka Chylińska – Forever Child (2016)[17]
- Agnieszka Chylińska - Pink Punk (2018)